# Nazionale maschile di calcio a 5 dell'Ucraina
La nazionale di calcio a 5 dell'Ucraina è, in senso generale, una qualsiasi delle selezioni nazionali di Calcio a 5 della Federazione calcistica dell'Ucraina che rappresentano l'Ucraina nelle varie competizioni ufficiali o amichevoli riservate a squadre nazionali.

## Storia
L'Ucraina possiede una delle migliori scuole dell'Europa orientale ed è sempre riuscita a qualificarsi al campionato europeo a eccezione dell'edizione del 1999. Nella competizione continentale ha dimostrato in più occasioni il suo valore, senza tuttavia riuscire a vincere il titolo. Nel 2001 e nel 2003 l'Ucraina ha raggiunto la finale, venendo battuta, in entrambi i casi di misura, rispettivamente dalla Spagna e dall'Italia. Inoltre, la selezione ucraina ha conquistato il quarto posto nelle edizioni del 2005, eliminata in semifinale dalla Spagna, e del 2022, superata dalla Russia. Per quanto riguarda la Coppa del Mondo, l'Ucraina ha mancato la qualificazione solamente in due occasioni (2000 e 2021). Il miglior traguardo raggiunto è stato il quarto posto nel 1996, quando l'Ucraina si è dovuta arrendere alla Spagna in semifinale e dunque ha perso anche la finalina contro la Russia. Altri risultati di prestigio sono i quarti di finale raggiunti nel 2012 e gli ottavi nel 2016. Fallita la qualificazione nel 2021, ottenne un onorevole terzo posto nel 2024.

## Statistiche nelle competizioni internazionali

### Coppa del Mondo
| Anno   | Luogo         | Piazzamento      | G  | V  | N | P  | GF  | GS  |
| ------ | ------------- | ---------------- | -- | -- | - | -- | --- | --- |
| 1996   | Spagna        | 4º posto         | 8  | 3  | 2 | 3  | 36  | 25  |
| 2000   | Guatemala     | Non qualificata  | -  | -  | - | -  | -   | -   |
| 2004   | Taipei cinese | Secondo turno    | 6  | 3  | 1 | 2  | 15  | 15  |
| 2008   | Brasile       | Secondo turno    | 7  | 3  | 1 | 3  | 24  | 21  |
| 2012   | Thailandia    | Quarti di finale | 5  | 3  | 1 | 1  | 21  | 13  |
| 2016   | Colombia      | Ottavi di finale | 4  | 2  | 0 | 2  | 8   | 7   |
| 2021   | Lituania      | Non qualificata  | -  | -  | - | -  | -   | -   |
| 2024   | Uzbekistan    | 3º posto         | 7  | 5  | 0 | 2  | 33  | 19  |
| Totale |               |                  | 37 | 19 | 5 | 13 | 137 | 100 |

### Campionato europeo
| Anno   | Luogo       | Piazzamento      | Pd | V  | N | P  | GF  | GS  |
| ------ | ----------- | ---------------- | -- | -- | - | -- | --- | --- |
| 1996   | Spagna      | 5º posto         | 3  | 1  | 0 | 2  | 9   | 14  |
| 1999   | Spagna      | Non qualificata  | -  | -  | - | -  | -   | -   |
| 2001   | Russia      | 2º posto         | 5  | 2  | 1 | 2  | 18  | 12  |
| 2003   | Italia      | 2º posto         | 5  | 3  | 0 | 2  | 19  | 11  |
| 2005   | Rep. Ceca   | 4º posto         | 5  | 2  | 0 | 3  | 8   | 12  |
| 2007   | Portogallo  | Primo turno      | 3  | 0  | 0 | 3  | 5   | 13  |
| 2010   | Ungheria    | Quarti di finale | 3  | 1  | 1 | 1  | 9   | 9   |
| 2012   | Croazia     | Quarti di finale | 3  | 1  | 1 | 1  | 8   | 8   |
| 2014   | Belgio      | Quarti di finale | 3  | 1  | 1 | 1  | 2   | 2   |
| 2016   | Serbia      | Quarti di finale | 3  | 1  | 0 | 2  | 8   | 9   |
| 2018   | Slovenia    | Quarti di finale | 3  | 1  | 0 | 2  | 6   | 8   |
| 2022   | Paesi Bassi | 4º posto         | 6  | 2  | 0 | 4  | 16  | 15  |
| Totale |             |                  | 42 | 15 | 4 | 23 | 108 | 113 |

## Rosa attuale
Aggiornata al Campionato europeo 2022.
| N. | Pos. | Giocatore           | Data nascita (età)          | Pres. | Reti | Squadra       |
| -- | ---- | ------------------- | --------------------------- | ----- | ---- | ------------- |
| 1  | P    | Kyrylo Cypun        | 30 luglio 1987 (34 anni)    | n.d.  | n.d. | Prodeksim     |
| 2  | L    | Vitaliy Radevych    | 13 novembre 1997 (24 anni)  | n.d.  | n.d. | Uragan        |
| 4  | L    | Volodymyr Razuvanov | 1º agosto 1992 (29 anni)    | n.d.  | n.d. | Dinamo Samara |
| 5  | PV   | Yaroslav Lebid      | 26 maggio 1995 (26 anni)    | n.d.  | n.d. | HIT Kiev      |
| 7  | U    | Yevhen Siriy        | 8 agosto 1992 (29 anni)     | n.d.  | n.d. | HIT Kiev      |
| 8  | U    | Ihor Cherniavskyi   | 14 settembre 1995 (26 anni) | n.d.  | n.d. | HIT Kiev      |
| 9  | U    | Danyil Abakšyn      | 22 dicembre 1997 (24 anni)  | n.d.  | n.d. | Uragan        |
| 10 | L    | Serhij Žurba        | 14 marzo 1987 (34 anni)     | n.d.  | n.d. | HIT Kiev      |
| 11 | U    | Artem Fareniuk      | 9 novembre 1992 (29 anni)   | n.d.  | n.d. | Uragan        |
| 12 | P    | Yuriy Savenko       | 21 febbraio 1992 (29 anni)  | n.d.  | n.d. | Prodeksim     |
| 13 | D    | Ihor Korsun         | 15 giugno 1993 (28 anni)    | n.d.  | n.d. | Prodeksim     |
| 14 | PV   | Petro Šoturma       | 27 giugno 1992 (29 anni)    | n.d.  | n.d. | Prodeksim     |
| 17 | PV   | Oleksandr Pediash   | 4 marzo 1994 (27 anni)      | n.d.  | n.d. | HIT Kiev      |
| 19 | D    | Mychajlo Zvaryč     | 23 novembre 1992 (29 anni)  | n.d.  | n.d. | Prodeksim     |

## Tutte le rose

### Coppa del Mondo FIFA
Coppa del Mondo di calcio a 5 FIFA 19961 Oleh Zozulja, 2 Jurij Usakovs'kyj, 3 Serhij Usakovs'kyj, 4 Oleh Bezuhlyj, 5 Taras Vonjarcha, 6 Vitalij Brun'ko, 7 Heorhij Mel'nikov, 8 Oleksandr Kosenko, 9 Oleksandr Moskaljuk, 10 Volodymyr Obichod, 11 Ihor Moskvyčov, 12 Oleksandr Kondratenko, CT: Hennadij Lysenčuk
Coppa del Mondo di calcio a 5 FIFA 20041 Oleksij Popov, 2 Serhij Sytin, 3 Vitalij Nesteruk, 4 Serhij Koridze, 5 Oleh Šajtanov, 6 Ramis Mansurov, 7 Heorhij Mel'nikov, 8 Oleksandr Kosenko, 9 Vitalij Brun'ko, 10 Ihor Moskvyčov, 11 Fedir Pylypiv, 12 Vasyl' Suchomlinov, 13 Artëm Koval'ov, 14 Konstantin Vlasenko, CT: Hennadij Lysenčuk
Coppa del Mondo di calcio a 5 FIFA 20081 Vladyslav Lysenko, 2 Mychajlo Romanov, 3 Roman Vachula, 4 Dmytro Ivanov, 5 Jevhen Rohačov, 6 Il'dar Makajev, 7 Serhij Čepornjuk, 8 Oleksandr Chursov, 9 Valerij Zamjatin, 10 Valerij Lehčanov, 11 Dmytro Sil'čenko, 12 Jevhen Ivanjak, 13 Fedir Pylypiv, 14 Serhij Žurba, CT: Hennadij Lysenčuk
Coppa del Mondo di calcio a 5 FIFA 20121 Jevhen Ivanjak, 2 Mykhaylo Romanov, 3 Stepan Struk, 4 Serhij Žurba, 5 Dmytro Sorokin, 6 Serhij Čepornjuk, 7 Maksym Pavlenko, 8 Yevgen Rogachov, 9 Dmytro Fedorčenko, 10 Petro Šoturma, 11 Denys Ovsjannikov, 12 Kyrylo Cypun, 13 Oleksandr Sorokin, 14 Dmytro Lytvynenko, CT: Gennadiy Lisenchuk
Coppa del Mondo di calcio a 5 FIFA 20161 Jevhen Ivanjak, 2 Mykola Hrycyna, 3 Ihor Borsuk, 4 Petro Šoturma, 5 Mykola Bilocerkivec', 6 Jevhenij Valenko, 7 Serhij Žurba, 8 Serhij Koval', 9 Mychajlo Hrycyna, 10 Dmytro Sorokin, 11 Denys Ovsjannykov, 12 Dmytro Lytvynenko, 13 Oleksandr Sorokin, 14 Dmytro Bondar, CT: Oleksandr Kosenko
Coppa del Mondo di calcio a 5 FIFA 20241 Kyrylo Cypun, 2 Oleksandr Suhov, 3 Nazar Šved, 4 Andrij Melnyk, 5 Jevhenij Žuk, 6 Mykola Mykytjuk, 7 Rostyslav Semenčenko, 8 Ihor Černjavs'kyj, 9 Danyil Abakšyn, 10 Mychajlo Zvaryč, 11 Artem Farenjuk, 12 Jurij Savenko, 13 Ihor Korsun, 14 Petro Šoturma, CT: Oleksandr Kosenko

### Campionato europeo UEFA
Campionato europeo di calcio a 5 19961 Oleh Zozulja, 2 Jurij Usakovs'kyj, 3 Serhij Usakovs'kyj, 4 Oleh Bezuhlyj, 5 Taras Vonjarcha, 6 Jurij Mirhorods'kyj, 7 Oleh Solodovnik, 8 Oleksandr Kosenko, 9 Oleksandr Moskaljuk, 10 Serhij Fedorenko, 11 Ihor Moskvyčov, 12 Volodymyr Triboj, CT: Hennadij Lysenčuk
Campionato europeo di calcio a 5 20031 Oleksij Popov, 2 Oleh Šajtanov, 3 Serhij Sytin, 4 Serhij Koridze, 5 Oleh Bezuhlyj, 6 Oleksij Kudlaj, 7 Heorhij Mel'nikov, 8 Oleksandr Kosenko, 9 Volodymyr Dejnega, 10 Ihor Moskvyčov, 11 Fedir Pylypiv, 12 Vladyslav Kornjejev, 13 Vitalij Brun'ko, 14 Vasyl' Suchomlinov, CT: Hennadij Lysenčuk
Campionato europeo di calcio a 5 20051 Oleksij Popov, 2 Mychajlo Romanov, 3 Vitalij Nesteruk, 4 Serhij Koridze, 5 Oleh Šajtanov, 6 Vitalij Brun'ko, 7 Yevgen Rogachov, 8 Oleksij Kudlaj, 9 Valerij Zamjatin, 10 Serhij Sytin, 11 Fedir Pylypiv, 12 Vladyslav Kornjejev, 13 Artëm Koval'ov, 14 Konstantin Vlasenko, CT: Hennadij Lysenčuk
Campionato europeo di calcio a 5 20071 Vasyl' Suchomlinov, 2 Serhij Čepornjuk, 3 Roman Vachula, 4 Dmytro Ivanov, 5 Jevhen Rohačov, 6 Dmytro Sil'čenko, 7 Denys Ovsjannikov, 8 Oleksandr Chursov, 9 Valerij Zamjatin, 10 Serhij Sytin, 11 Serhij Tarančuk, 12 Jevhen Ivanjak, 13 Serhij Jakunin, 14 Mychajlo Romanov, CT: Hennadij Lysenčuk
Campionato europeo di calcio a 5 20101 Vladyslav Lysenko, 2 Mychajlo Romanov, 3 Maksym Pavlenko, 4 Dmytro Ivanov, 5 Jevhen Rohačov, 6 Jevhenij Valenko, 7 Serhij Čepornjuk, 8 Denys Ovsyannikov, 9 Valerij Zamjatin, 10 Valerij Lehčanov, 11 Oleksandr Kondratjuk, 12 Vladyslav Kornjejev, 13 Dmytro Sil'čenko, 14 Volodymyr Kardaš, CT: Hennadij Lysenčuk
Campionato europeo di calcio a 5 20121 Jevhen Ivanjak, 2 Valerij Zamjatin, 3 Vitalij Kisel'ov, 4 Serhij Žurba, 5 Yevgen Rogachov, 6 Serhij Čepornjuk, 7 Maksym Pavlenko, 8 Dmytro Kločko, 9 Oleksandr Kondratjuk, 10 Valerij Lehčanov, 11 Denys Ovsjannikov, 12 Kyrylo Cypun, 13 Dmytro Sorokin, 14 Dmytro Lytvynenko, CT: Gennadiy Lysenchuk
Campionato europeo di calcio a 5 20141 Jevhen Ivanjak, 2 Petro Šoturma, 3 Vitalij Kisel'ov, 4 Dmytro Bondar, 5 Mykola Bilocerkivec', 6 Jevhenij Valenko, 7 Maksym Pavlenko, 8 Yevgen Rogachov, 9 Dmytro Sorokin, 10 Dmytro Kločko, 11 Denys Ovsjannikov, 12 Kyrylo Cypun, 13 Oleksandr Sorokin, 16 Dmytro Lytvynenko, CT: Gennadiy Lysenchuk
Campionato europeo di calcio a 5 20161 Jevhen Ivanjak, 2 Dmytro Sorokin, 3 Volodymyr Razuvanov, 4 Dmytro Bondar, 5 Jevhenij Valenko, 7 Jevhen Rohačov, 8 Serhij Koval', 9 Mychajlo Hrycyna, 10 Serhij Žurba, 11 Denys Ovsjannikov, 12 Dmytro Lytvynenko, 13 Oleksandr Sorokin, 14 Mykola Hrycyna, 15 Oleksij Fet'ko, CT: Oleksandr Kosenko
Campionato europeo di calcio a 5 20181 Jevhen Ivanjak, 4 Volodymyr Razuvanov, 5 Andrij Chamdamov, 7 Mykola Hrycyna, 8 Taras Korolyšyn, 9 Ruslan Šeremeta, 10 Serhij Žurba, 11 Mychajlo Hrycyna, 12 Dmytro Lytvynenko, 14 Petro Šoturma, 15 Mykola Bilocerkivec', 17 Kyrylo Cypun, 18 Andrij Lysenko, 19 Oleksandr Pediaš, CT: Oleksandr Kosenko
Campionato europeo di calcio a 5 20221 Kyrylo Cypun, 2 Vitalij Radevyč, 4 Volodymyr Razuvanov, 5 Jaroslav Lebid', 7 Jevhen Siryj, 8 Ihor Černjavs'kyj, 9 Danyil Abakšyn, 10 Serhij Žurba, 11 Artem Farenjuk, 12 Jurij Savenko, 13 Ihor Korsun, 14 Petro Šoturma, 17 Oleksandr Pedjaš, 19 Mychajlo Zvaryč, CT: Oleksandr Kosenko